# Rally d'Argentina 2005
La 25ª edizione del Rally d'Argentina si è disputato tra il 15 e il 17 luglio del 2005.
Questa edizione della gara di rally era valida quale prova del mondiale rally.

## Classifica
- 1° Sébastien Loeb ( Francia) Citroën Xsara WRC
- 2° Marcus Grönholm ( Finlandia) Peugeot 307 CC
- 3° Petter Solberg ( Norvegia) Subaru Impreza WRC
- 4° Toni Gardemeister ( Finlandia) Ford Focus WRC
- 5° Harri Rovanperä ( Finlandia) Mitsubishi
- 6° Markko Märtin ( Estonia) Peugeot 307
- 7° François Duval ( Belgio) Citroën Xsara WRC
- 8° Manfred Stohl ( Austria) Citroën Xsara WRC
- 9° Chris Atkinson ( Australia) Subaru Impreza WRC
- 10° Xavier Pons ( Spagna) Citroën Xsara WRC
- 11° R. Kresta ( Rep. Ceca) Ford Focus WRC